# Mere Jeevan Saathi (1972)
Mere Jeevan Saathi ist ein Bollywoodfilm mit Rajesh Khanna und Tanuja in den Hauptrollen. Obwohl Rajesh Khanna Anfang der 1970er Jahre zu Ruhm kam und beim Publikum sehr beliebt war, floppte der Film an den Kassen.

## Handlung
Prakash wird dank Kaminis Hilfe zu einem bekannten Maler und Entertainer. Damit beeindruckt er auch Jyoti, eine hübsche Ärztin, die gerade aus London eingetroffen ist. Sie treffen sich regelmäßig und aus den ersten Dates wird eine ernsthafte Beziehung. Dies steigert allerdings auch die Eifersucht der skrupellosen Kamini.
Als Prakash auf dem Weg zu Jyoti ist, verunfallt er schwer mit dem Auto. Zufälligerweise wird er von Kamini gefunden, die ihn in ihr Palast bringen und dort behandeln lässt. Ihrem Privatarzt und Hausangestellten verbietet sie über den Vorfall zu reden. Jyoti wird indessen von Prakashs Tod benachrichtigt. Nach ein paar Tagen der ärztlichen Behandlung, stellt sich heraus, dass Prakash sein Augenlicht verloren hat.
Dennoch gelingt es Prakash zu entfliehen und wird von dem Offizier Vinod, der mittlerweile mit Jyoti verlobt ist, aufgefangen. Aufgrund dieser Tatsache kommt es zu Turbulenzen. Letztendlich siegt die wahre Liebe und Prakash gewinnt dank Jyoti sein Augenlicht wieder.

## Musik
| Songtitel         | Sänger/in                      |
| ----------------- | ------------------------------ |
| O Mere Dil Ke     | Kishore Kumar                  |
| Diwana Karke      | Kishore Kumar, Lata Mangeshkar |
| Chala Jaata Hoon  | Kishore Kumar                  |
| Diwana Leke Aaya  | Kishore Kumar                  |
| Aao Na Gale Lagao | Asha Bhosle                    |
| Kitne Sapne Kitne | Kishore Kumar                  |
| Aao Kanhai Mere   | Kishore Kumar                  |